# مامودزو
مامُدْزة (بالفرنسية: Mamoudzou)‏ هي عاصمة جزيرة مايوطة الخاضعة لفرنسا في المحيط الهندي.

## أعلام
- أدريان جيرو